# آن فيني
آن فيني (بالإنجليزية: Anne Feeney)‏ هي محامية وملحنة ومغنية مؤلفة أمريكية، ولدت في 1 يوليو 1951.

## وصلات خارجية
- الموقع الرسمي
- آن فيني على موقع ميوزك برينز (الإنجليزية)
- آن فيني على موقع ديسكوغز (الإنجليزية)